# Provincia di Concepción (Perù)
La provincia di Concepción è una provincia del Perù, situata nella regione di Junín.

## Geografia antropica

### Suddivisioni amministrative
È divisa in quindici distretti:
- Aco
- Andamarca
- Chambara
- Cochas
- Comas
- Concepción
- Heroínas Toledo
- Manzanares
- Mariscal Castilla
- Matahuasi
- Mito
- Nueve de Julio
- Orcotuna
- San José de Quero
- Santa Rosa de Ocopa